# Emil Králíček

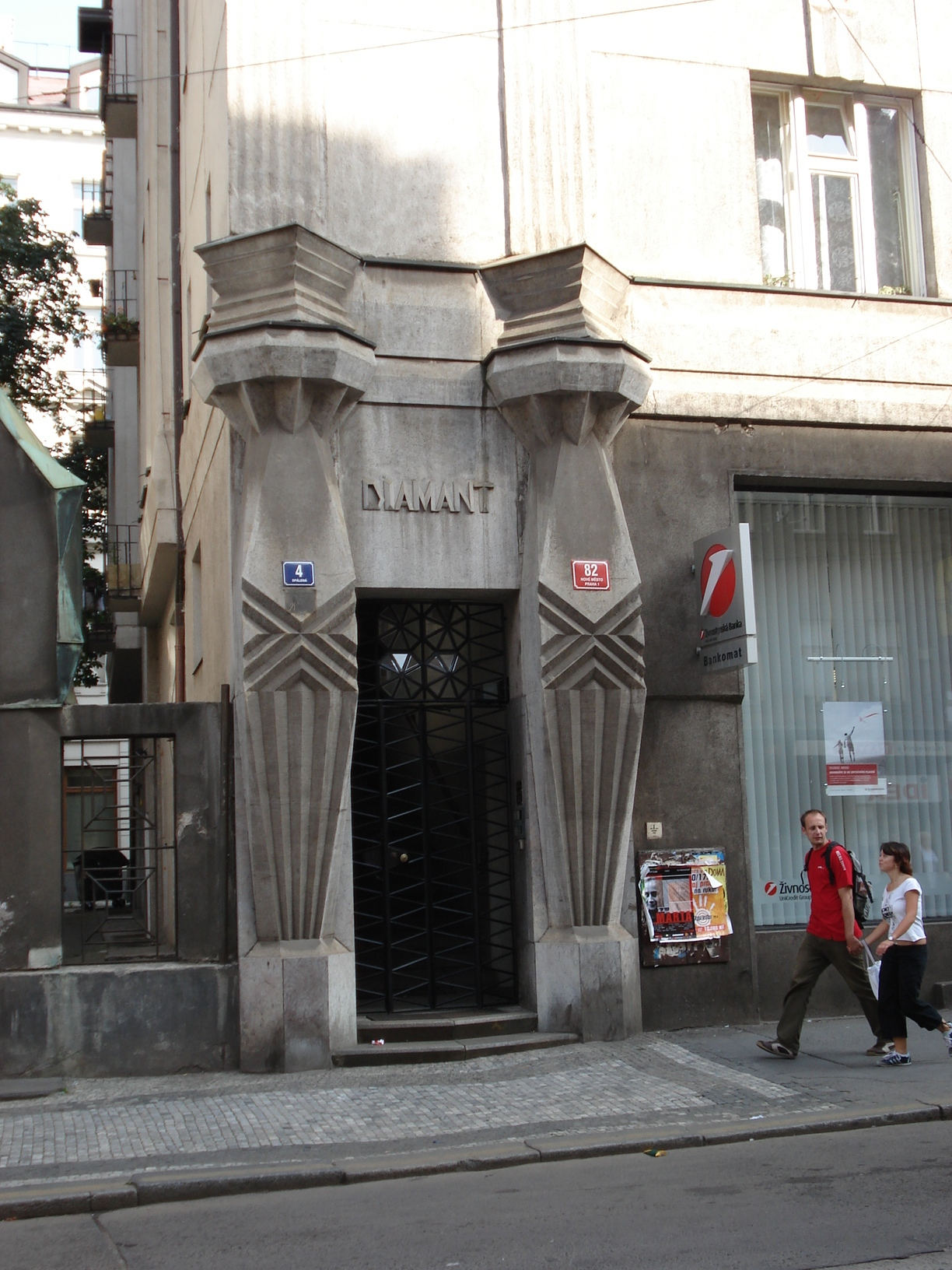
Réalisation à Prague.

Emil Králíček (11 octobre 1877, Deutschbrod - 26 mars 1930, Prague) était un architecte tchécoslovaque.  
Králíček étudie à Prague, dans les ateliers d'Antonin Balsanek à Prague et de Joseph Maria Olbrich à Darmstadt. Il commence ses travaux de conception dans les années 1900 dans l'atelier de Matěj Blecha. Il s'inscrit successivement dans le classique, l'Art nouveau, le cubisme et le rondocubisme. Commençant comme dessinateur, Králíček travaille comme chef de projet et collabore avec de nombreux sculpteurs tels Celda Klouček, Antonín Waigant ou Karel Pavlík. Králíček ouvre son propre atelier en 1920. Il se suicide dix ans plus tard.  

réalisations d'Emil Králíček
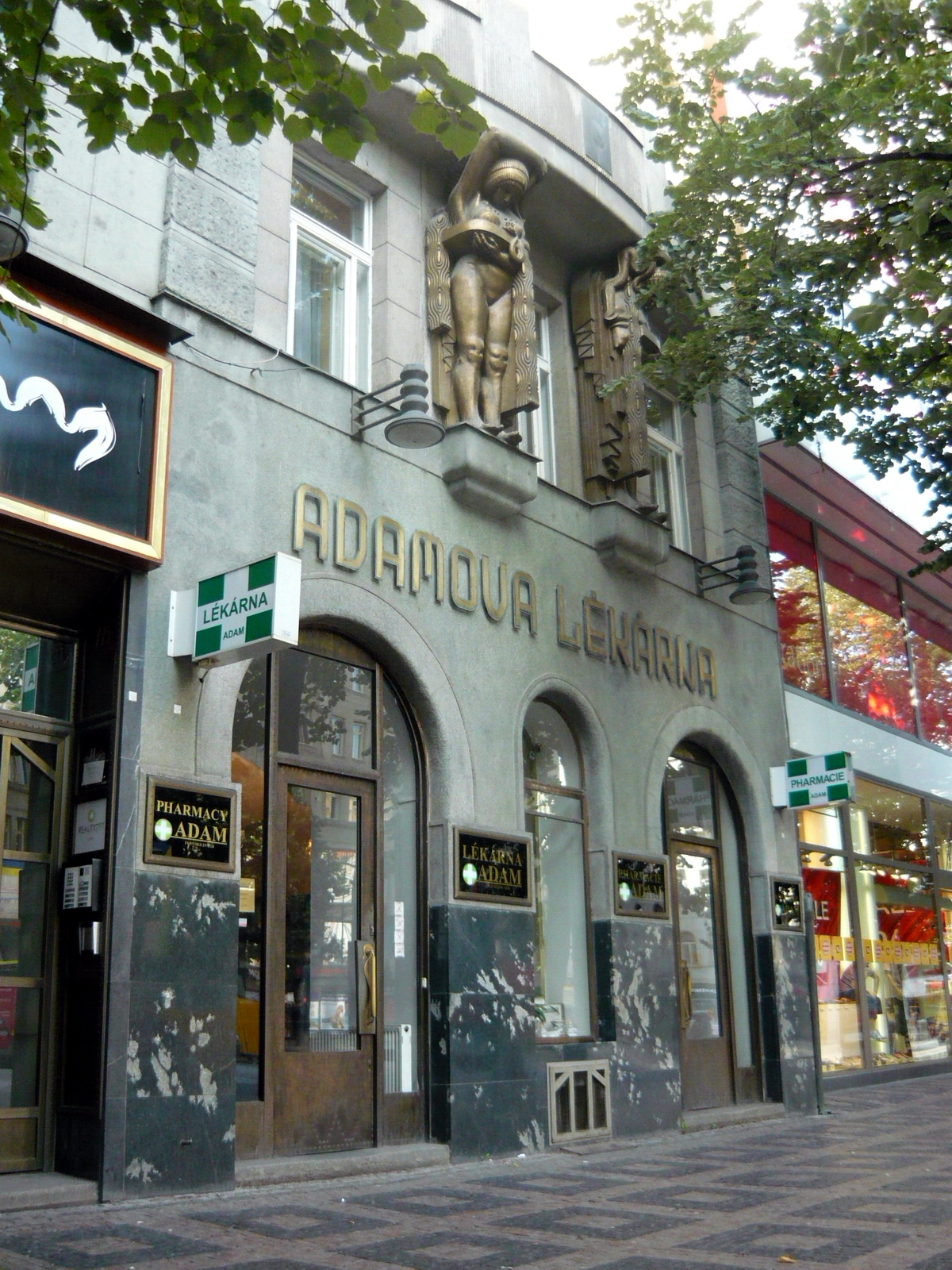
Pharmacie Adam, Prague, 1911-1913, entrée
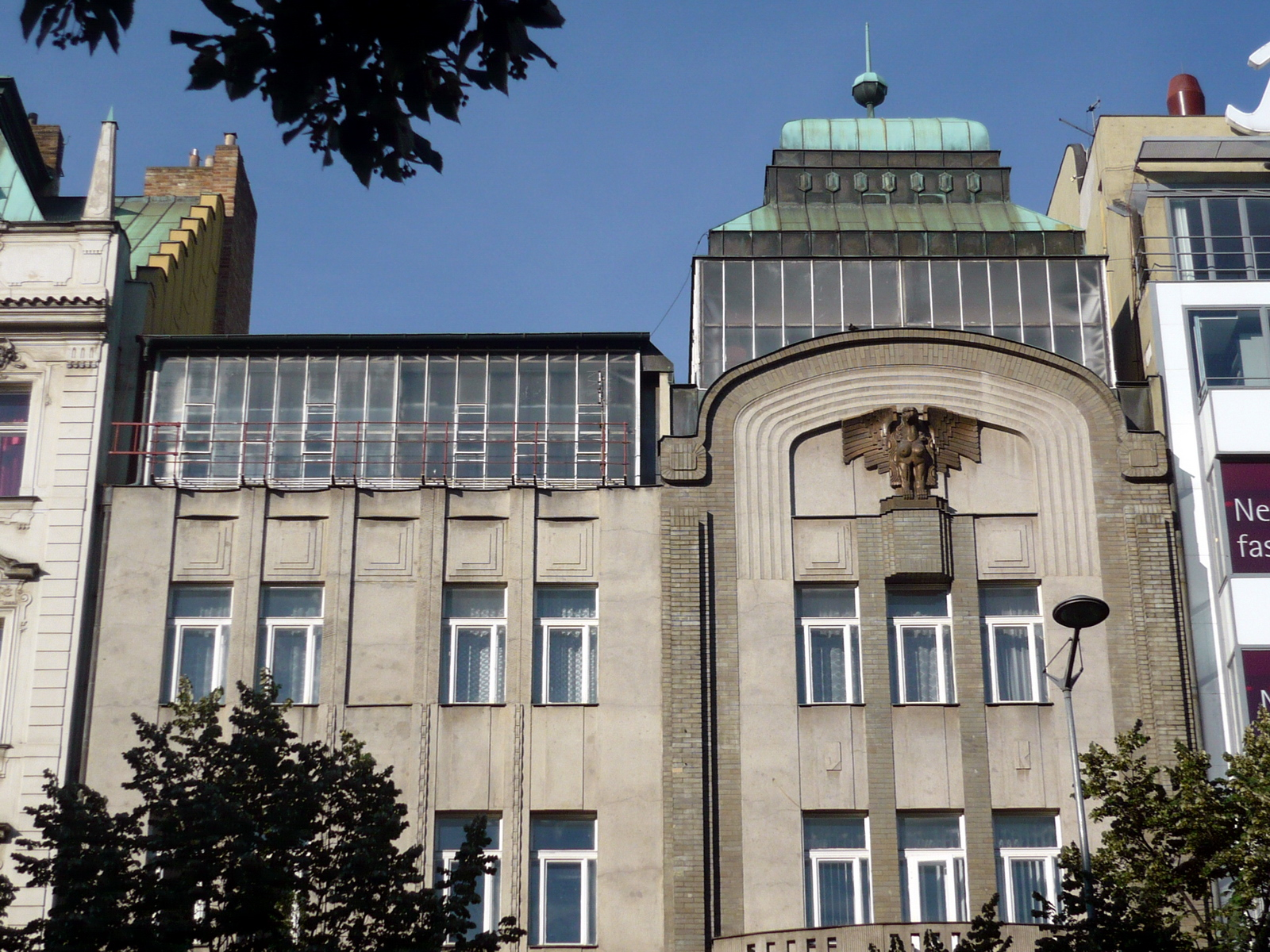
Pharmacie Adam, Prague, 1911-1913, élévation
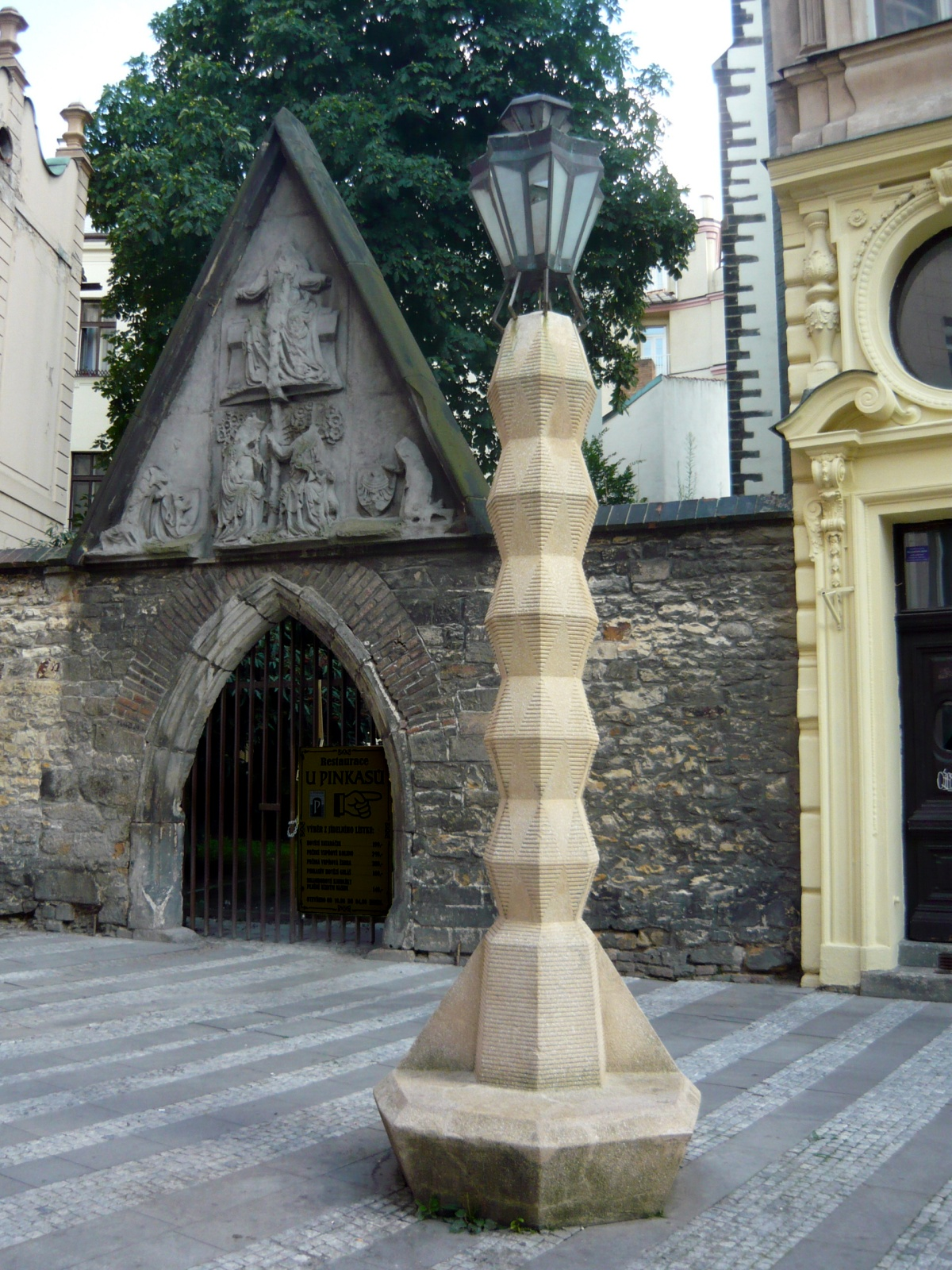
Lampadaire cubiste, Prague, 1911-1913
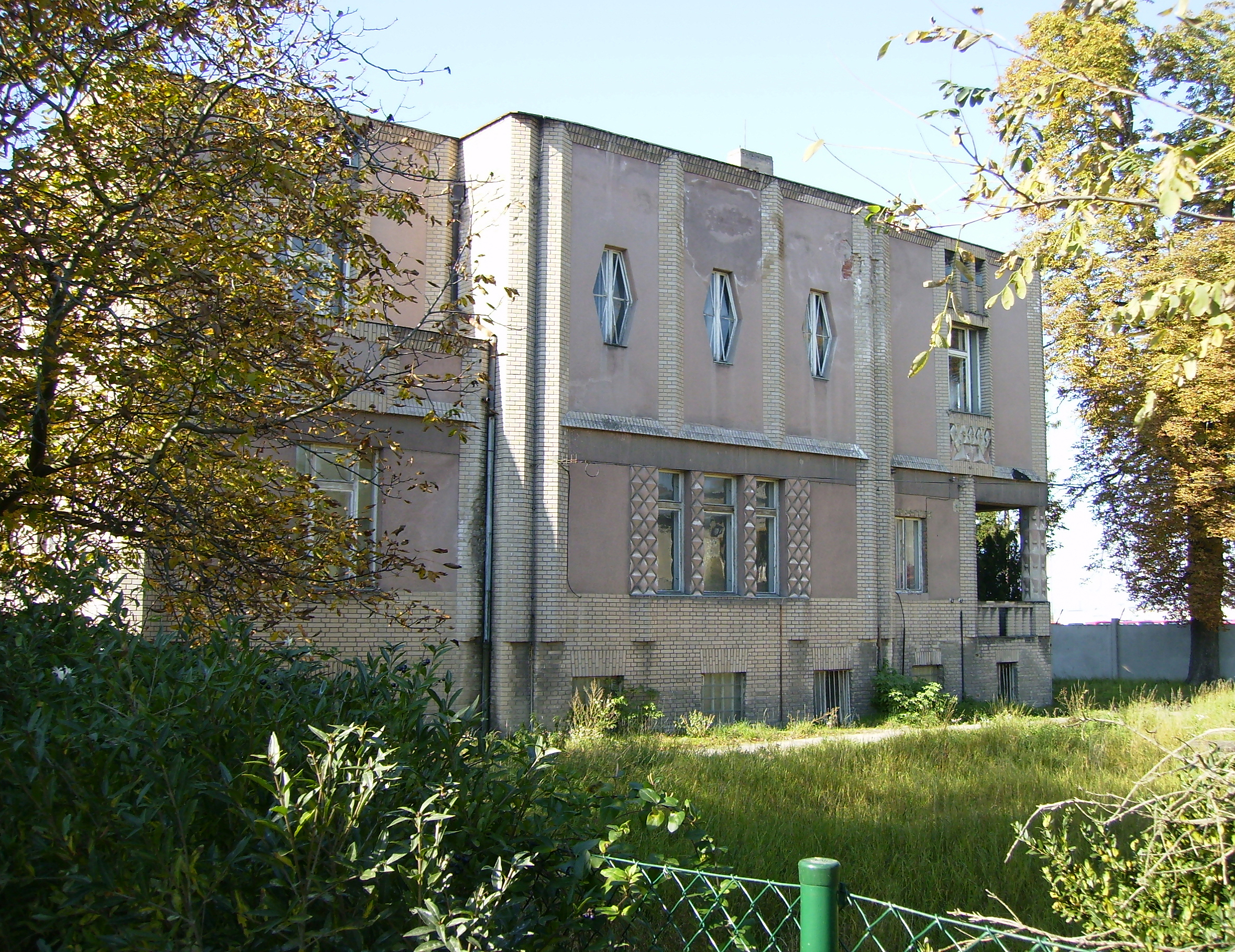
Villa Benies, Litol, 1912-1913
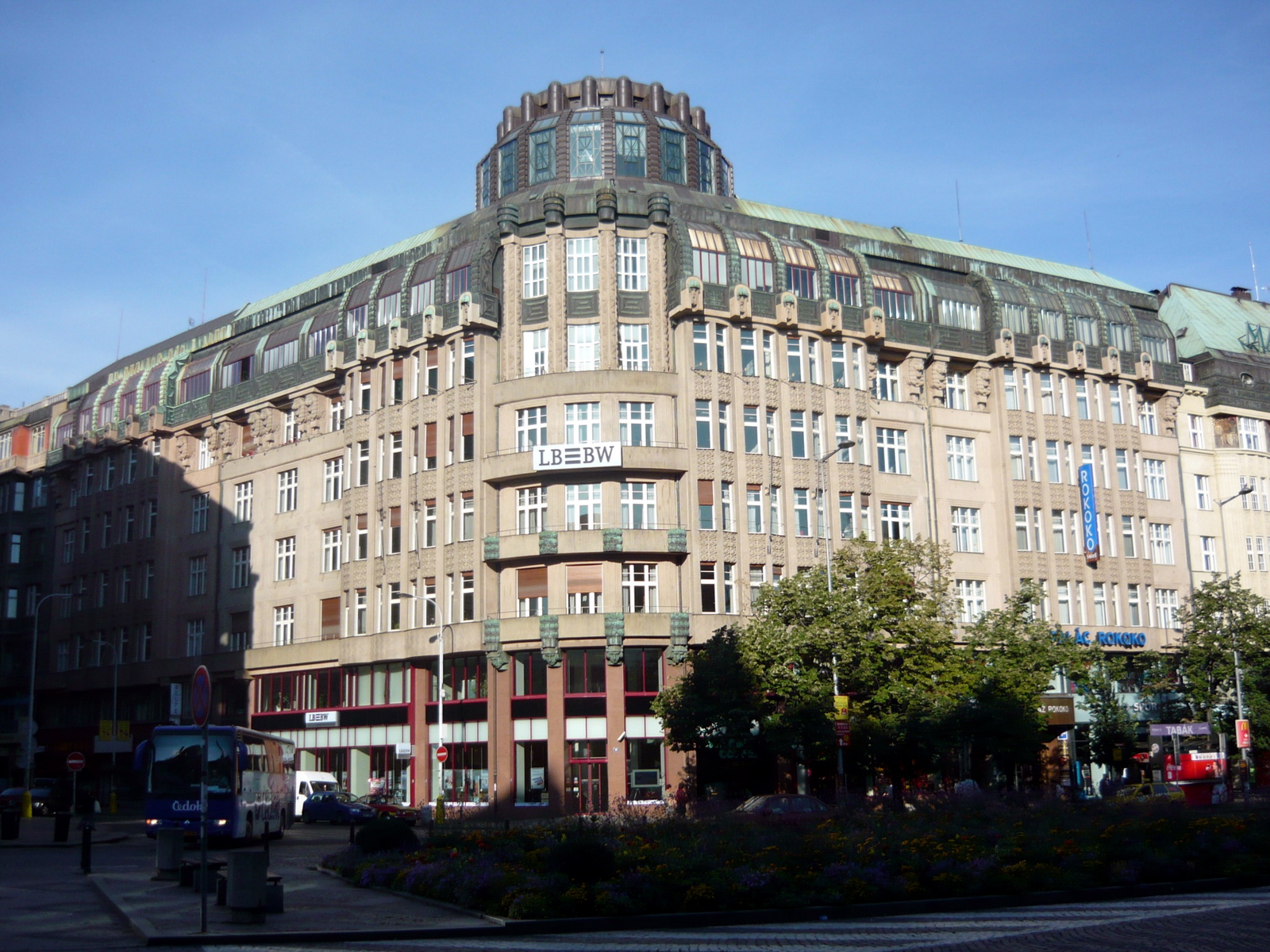
immeuble Šupich, Prague, 1911-1919
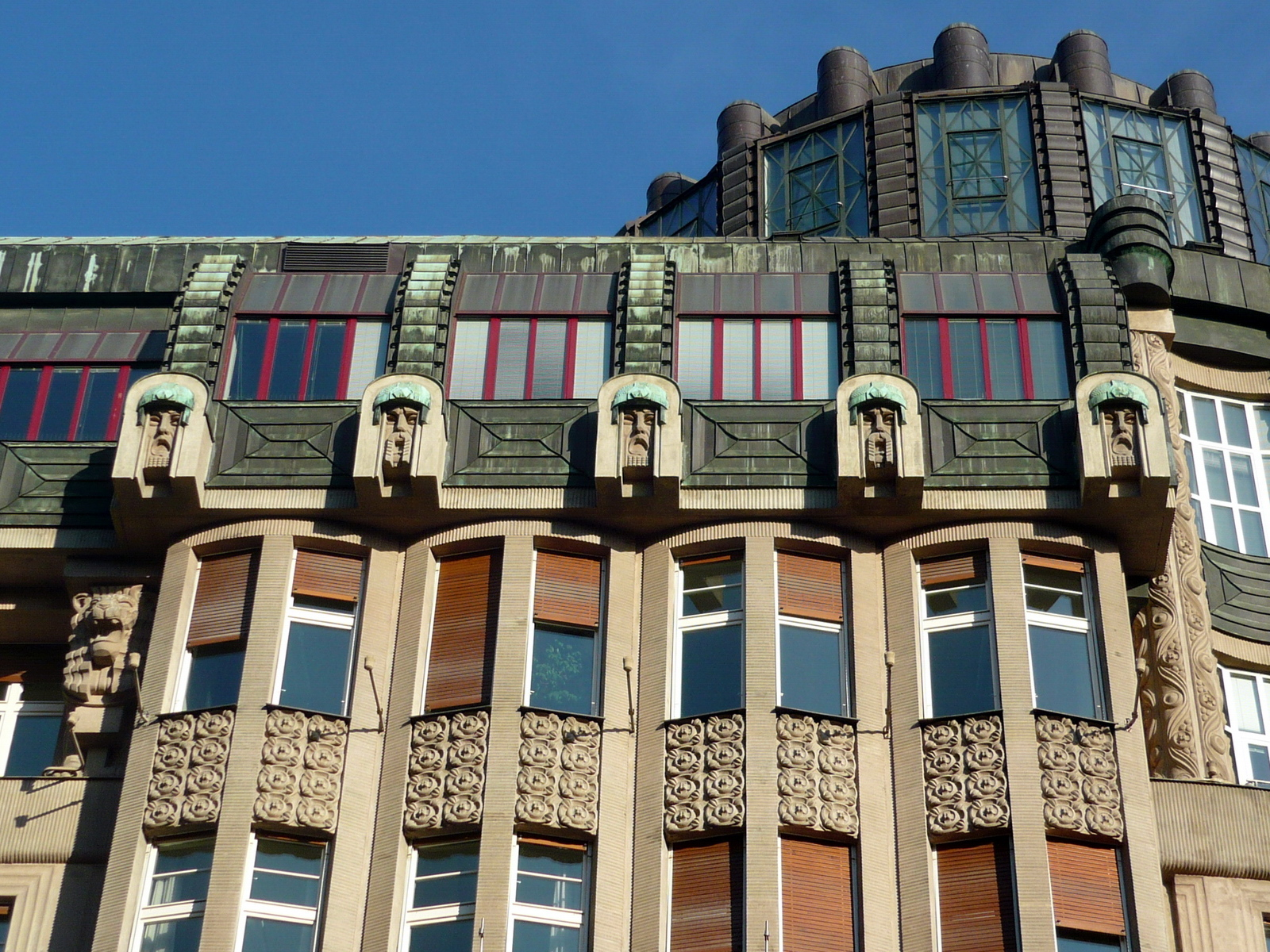
immeuble Šupich, Prague, 1911-1919, élévation détail
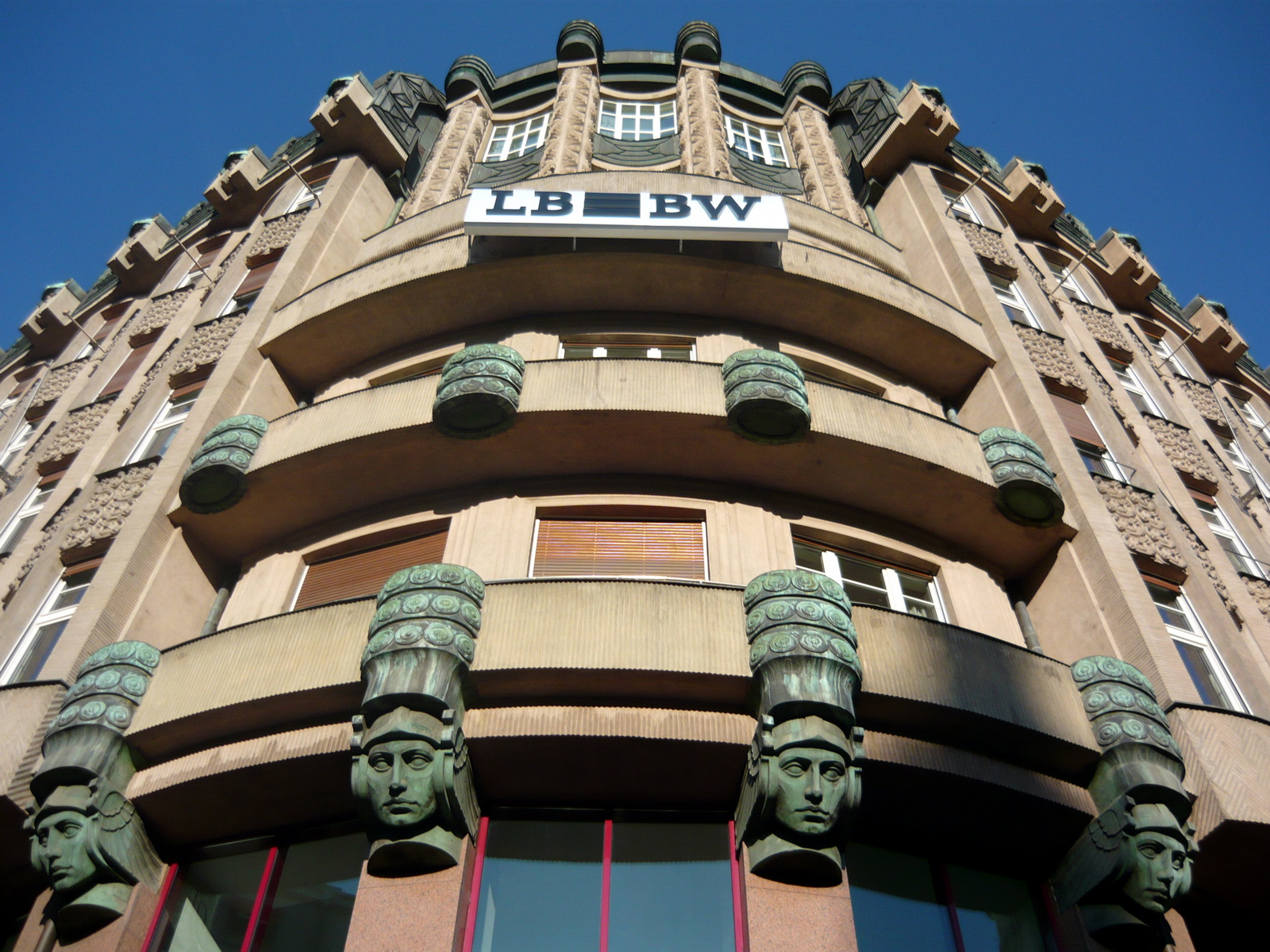
immeuble Šupich, Prague, 1911-1919, élévation détail
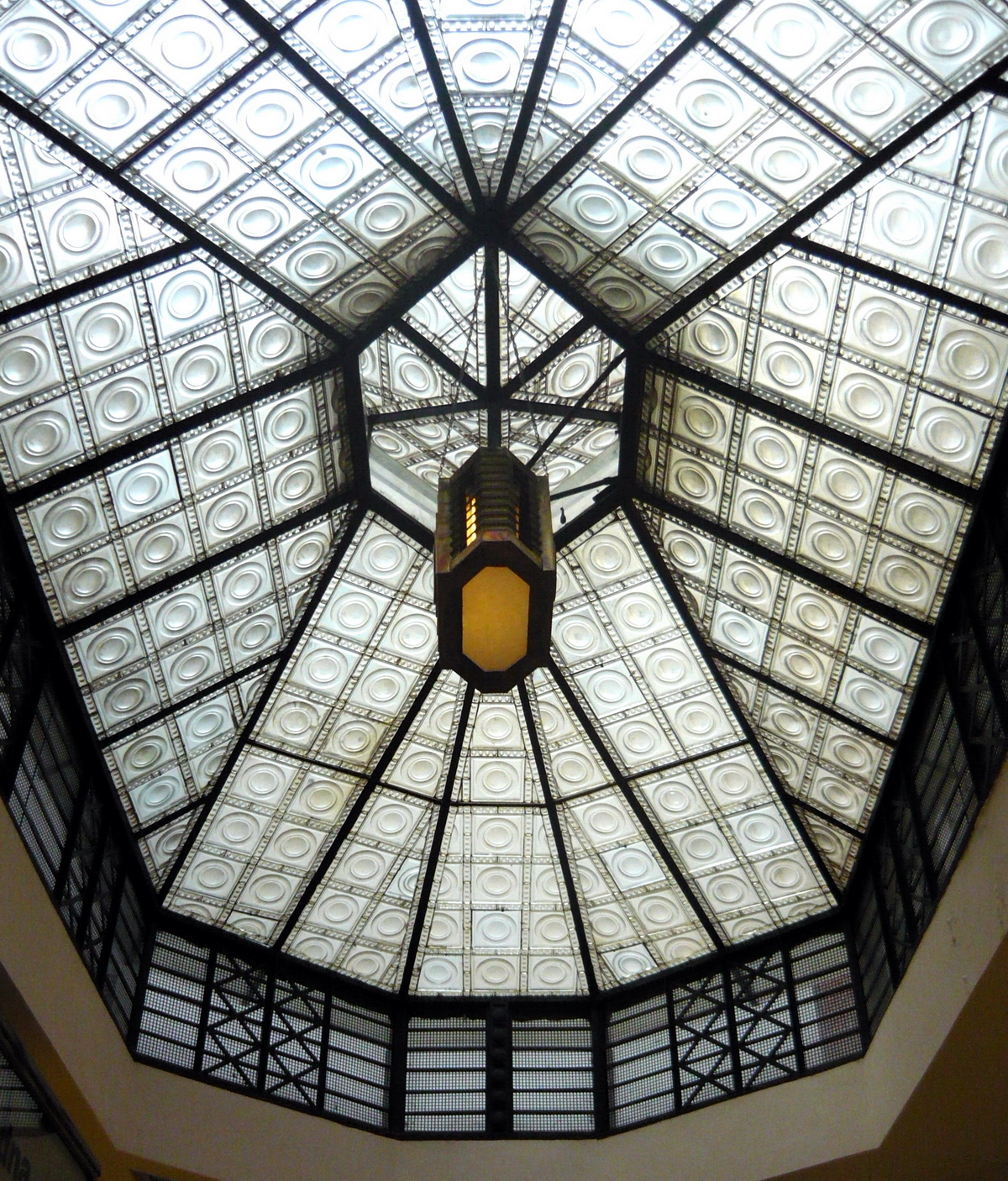
immeuble Šupich, Prague, 1911-1919, arcade
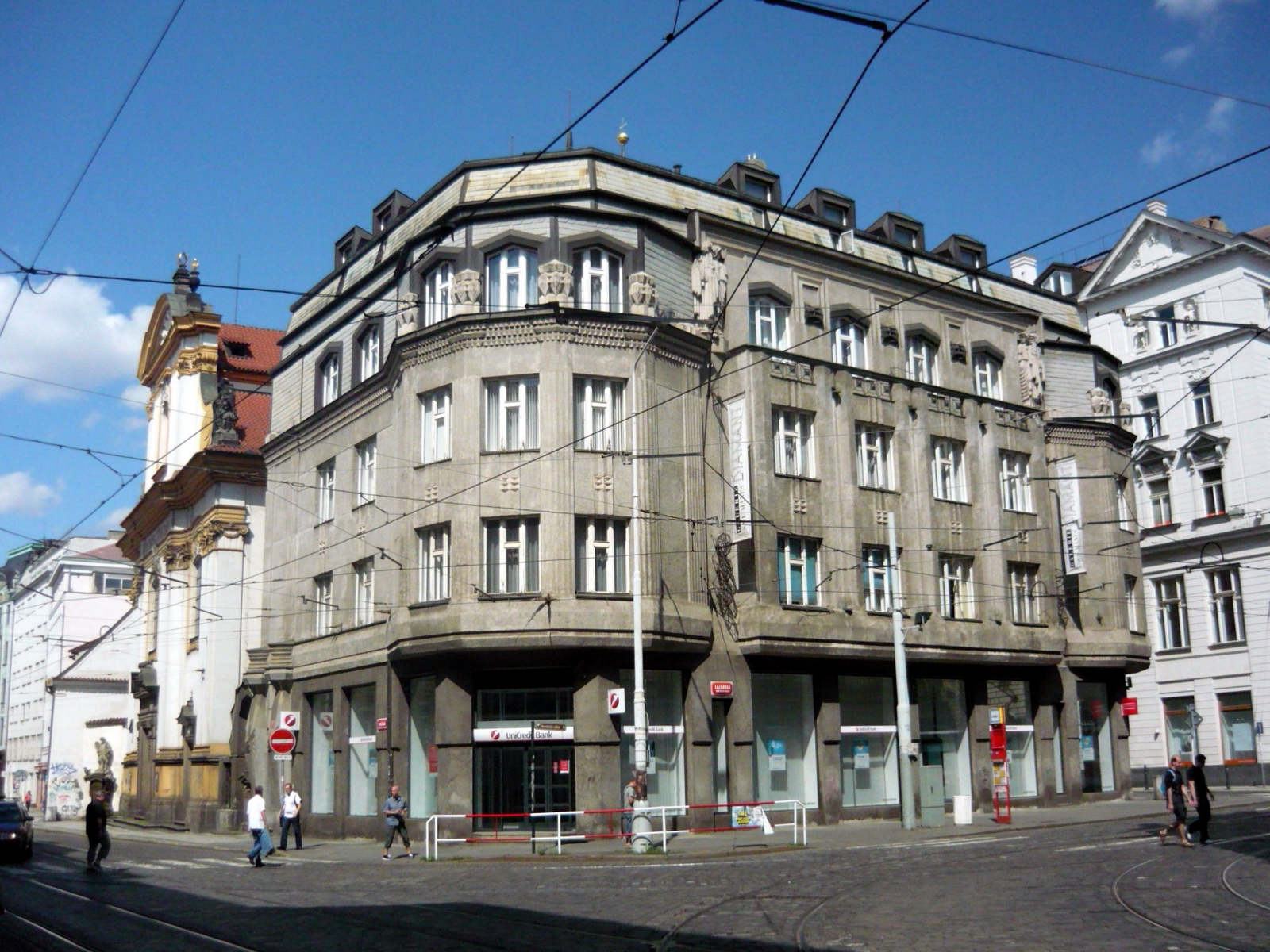
maison Diamant, Prague, 1912-1913
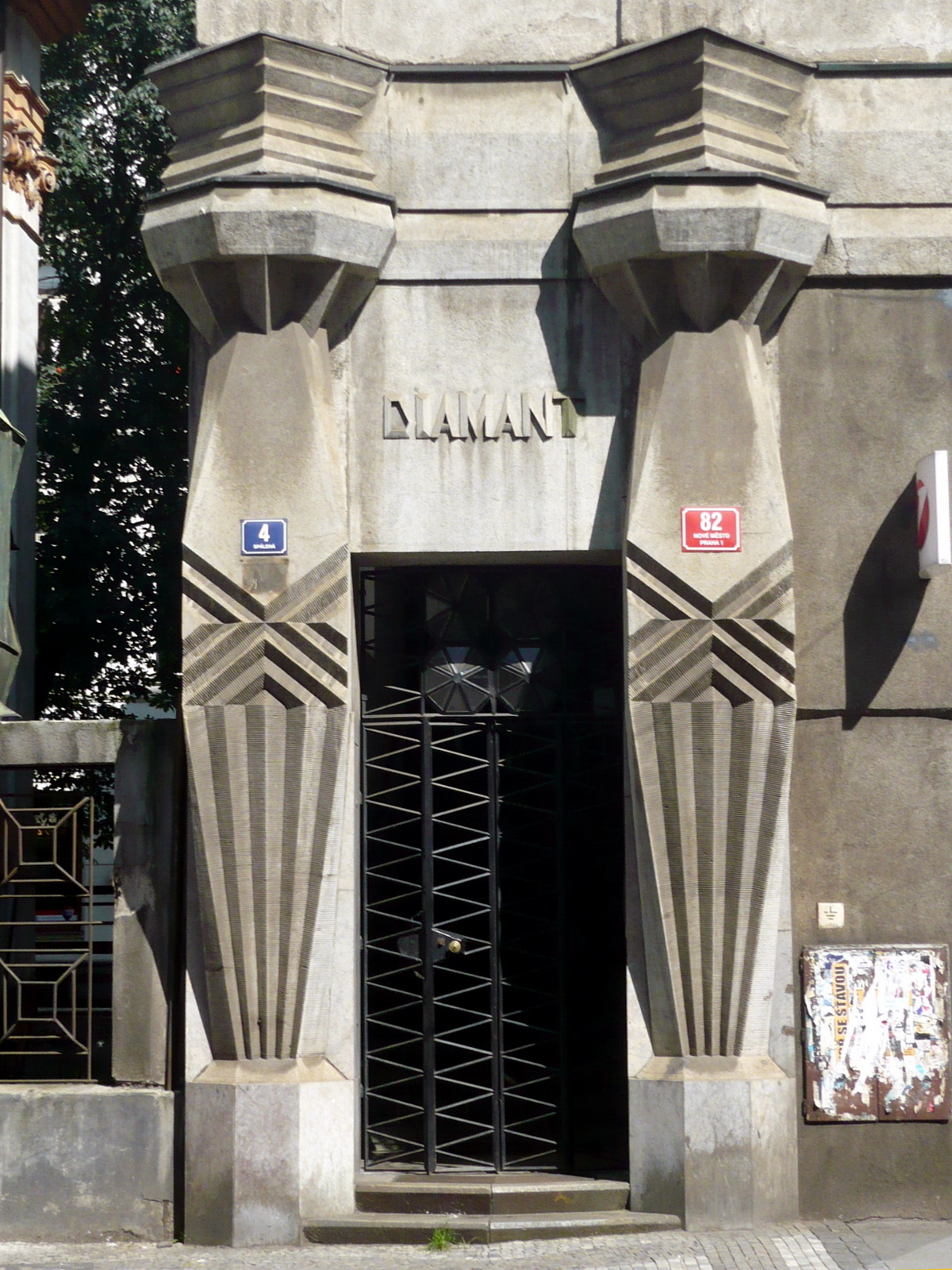
maison Diamant, Prague, 1912-1913, entrée
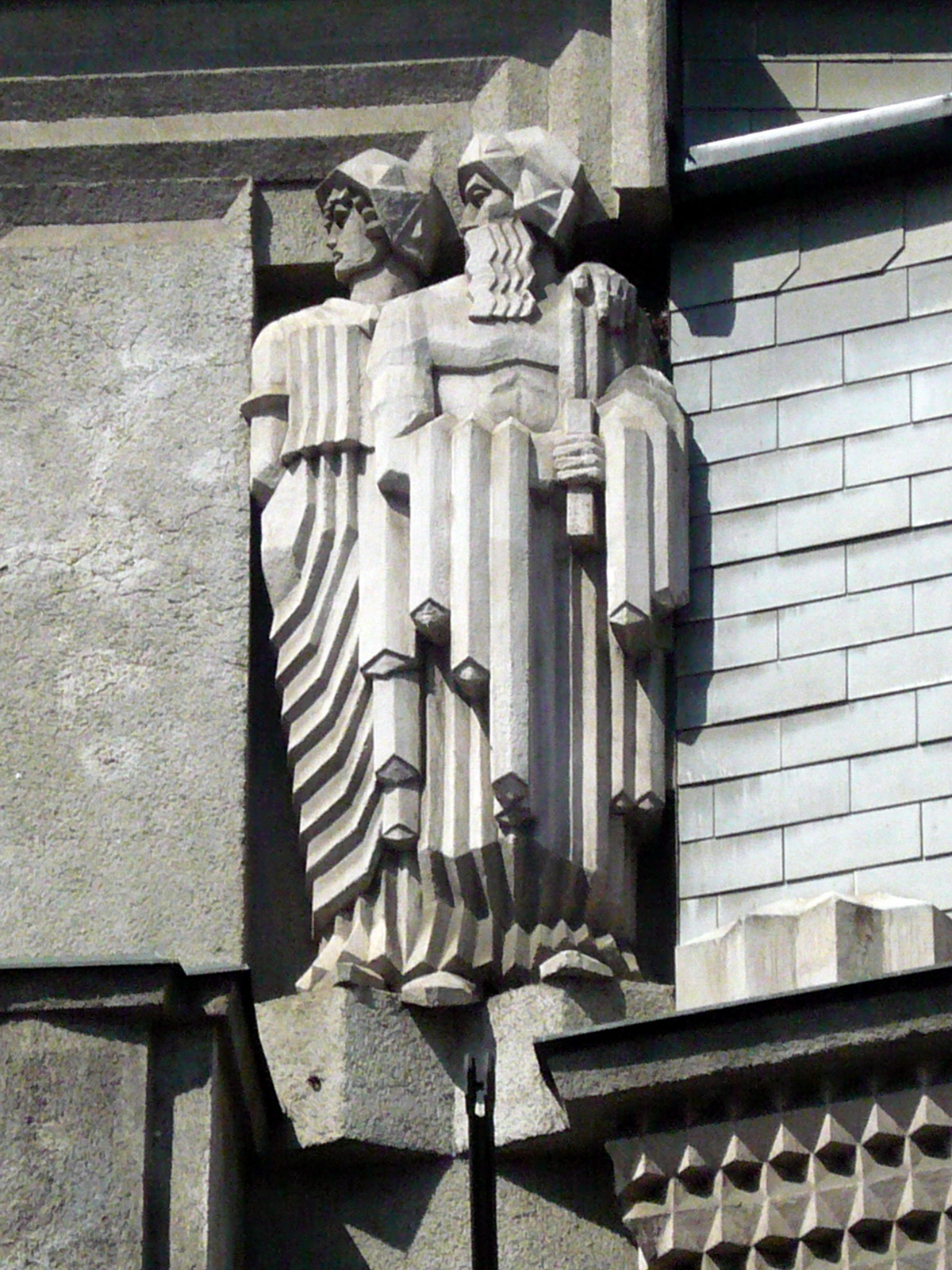
maison Diamant, Prague, 1912-1913, élévation détail
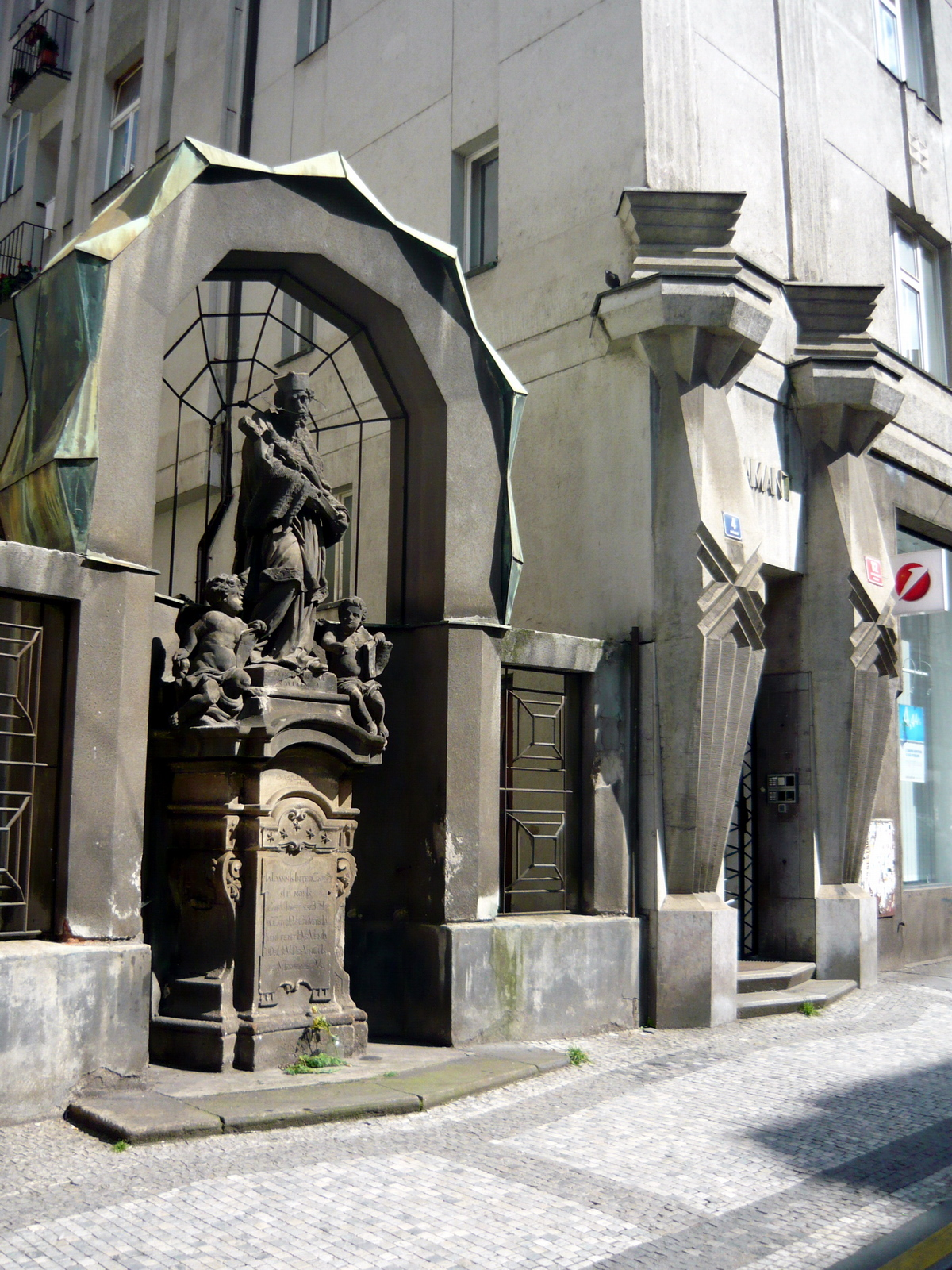
arcade cubiste sur statue baroque, Prague, 1912-1913